# París-Tours 1994
La París-Tours 1994 fue la 88.ª edición de la clásica París-Tours. Se disputó el 2 de octubre de 1994 y el vencedor final fue el alemán Erik Zabel del equipo Team Telekom.
Era la novena carrera de la Copa del Mundo de ciclismo de 1994.

## Clasificación general
|    | Ciclista           | Equipo                   | Tiempo     |
| -- | ------------------ | ------------------------ | ---------- |
| 1  | Erik Zabel         | Team Telekom             | 6h 15' 37" |
| 2  | Gianluca Bortolami | Mapei-Clas               | m. t.      |
| 3  | Zbigniew Spruch    | Lampre-Polti             | m. t.      |
| 4  | Mario Cipollini    | Mercatone Uno-Medeghini  | m. t.      |
| 5  | Adrie van der Poel | Collstrop-Willy Naessens | m. t.      |
| 6  | Steve Bauer        | Motorola                 | m. t.      |
| 7  | Giovanni Fidanza   | Polti-Vaporetto          | m. t.      |
| 8  | Laurent Jalabert   | ONCE                     | m. t.      |
| 9  | Wilfried Nelissen  | Novemail-Histor          | m. t.      |
| 10 | Martin van Steen   | TVM-Bison                | m. t.      |